# Топчихинський район
Топчи́хинський район (рос. Топчихинский район) — район у складі Алтайського краю Російської Федерації.
Адміністративний центр — село Топчиха.

## Історія
Чистюнський район утворений 27 травня 1924 року. 1932 року перейменовано в сучасну назву.

## Населення
Населення — 21904 особи (2019; 23350 в 2010, 27305 у 2002).

## Адміністративний поділ
Район адміністративно поділяється на 17 сільських поселень (сільрад):
| Поселення                   | Площа, км² | Населення, осіб (2002) | Населення, осіб (2010) | Населення, осіб (2019) | Центр       | Населені пункти |
| --------------------------- | ---------- | ---------------------- | ---------------------- | ---------------------- | ----------- | --------------- |
| Білояровська сільська рада  | 88,57      | 798                    | 746                    | 728                    | Білояровка  | 1               |
| Володарська сільська рада   | 224,44     | 1057                   | 850                    | 712                    | Володарка   | 1               |
| Зиминська сільська рада     | 134,81     | 742                    | 522                    | 396                    | Зимино      | 1               |
| Кіровська сільська рада     | 223,56     | 1626                   | 1467                   | 1360                   | Кіровський  | 4               |
| Ключівська сільська рада    | 175,01     | 855                    | 624                    | 480                    | Ключі       | 1               |
| Красноярська сільська рада  | 112,13     | 519                    | 386                    | 358                    | Красноярка  | 3               |
| Макар'євська сільська рада  | 155,46     | 910                    | 733                    | 670                    | Макар'євка  | 3               |
| Парфьоновська сільська рада | 618,09     | 2813                   | 2112                   | 1814                   | Парфьоново  | 5               |
| Переясловська сільська рада | 160,23     | 1097                   | 891                    | 836                    | Переясловка | 2               |
| Побєдимська сільська рада   | 177,01     | 1935                   | 1648                   | 1468                   | Побєдим     | 5               |
| Покровська сільська рада    | 77,20      | 521                    | 444                    | 403                    | Покровка    | 1               |
| Сидоровська сільська рада   | 187,42     | 825                    | 557                    | 538                    | Сидоровка   | 3               |
| Топчихинська сільська рада  | 34,77      | 9375                   | 8815                   | 8972                   | Топчиха     | 1               |
| Фунтиківська сільська рада  | 168,67     | 1365                   | 1323                   | 1281                   | Фунтики     | 2               |
| Хабазінська сільська рада   | 97,17      | 734                    | 504                    | 434                    | Хабазіно    | 2               |
| Чаузовська сільська рада    | 530,79     | 519                    | 378                    | 267                    | Чаузово     | 2               |
| Чистюнська сільська рада    | 135,65     | 1614                   | 1350                   | 1187                   | Чистюнька   | 1               |

2011 року ліквідована Листвянська сільська рада, територія увійшла до складу Чаузовської сільради.

## Найбільші населені пункти
Нижче подано список населених пунктів з чисельністю населенням понад 1000 осіб:
| № | Населений пункт | Населення, осіб (2002) | Населення, осіб (2010) |
| - | --------------- | ---------------------- | ---------------------- |
| 1 | Топчиха         | 9375                   | 8815                   |
| 2 | Парфьоново      | 1786                   | 1403                   |
| 3 | Чистюнька       | 1614                   | 1350                   |
| 4 | Фунтики         | 1234                   | 1235                   |
| 5 | Кіровський      | 1139                   | 1030                   |